# ウルフ・メルボルト
ウルフ・メルボルト（Ulf Dietrich Merbold、1941年6月20日 - ）は、西ドイツで最初の宇宙飛行士、ドイツで2人目の宇宙飛行士で、欧州宇宙機関所属の宇宙飛行士として初めて宇宙を飛行した人物である。また、アメリカ合衆国国民以外で、アメリカ合衆国の宇宙船によって初めて軌道に到達した。1983年、彼とバイロン・リッシェンバーグはスペースシャトルで飛行した初のペイロードスペシャリストとなった。
メルボルトはテューリンゲン州グライツで生まれた。ドイツ人で初めて宇宙飛行したジークムント・イェーンが生まれた街からちょうど40kmの場所だった。2人は東ドイツとして知られるドイツ民主共和国で育った。1960年にベルリンの壁ができると、メルボルトは西ドイツの側についた。シュトゥットガルト大学で1968年に物理学の学士号、1976年に博士号を取得した。その後マックス・プランク研究所で固体物理学、低温物理学の研究を行った。
1978年、欧州宇宙機関は彼をウッボ・オッケルス、クロード・ニコリエとともに、スペースラブモジュールの初飛行でのペイロードスペシャリストとしての訓練参加者に選んだ。1982年に彼はペイロードスペシャリストに選ばれ、1983年にSTS-9のミッションでコロンビアに搭乗し初の宇宙飛行をした。
1984年から1985年まで、彼はドイツの最初のスペースラブミッションであるD-1の準備に参加し、STS-61-Aのバックアップを務めた。
1986年、彼は欧州宇宙技術センターに移り、国際宇宙ステーションに結合するヨーロッパのモジュールであるコロンバスの研究を行った。1986年には、ドイツ航空宇宙センターの宇宙飛行士部門の責任者となった。
1988年、アメリカ航空宇宙局は1992年1月にSTS-42で行われるIML-1ミッションのペイロードスペシャリストにメルボルトを指名した。翌年、彼はSTS-55でのドイツの2回目のスペースラブミッションD-2のサイエンスコーディネーターを務めた。
1993年、彼はユーロミール95と呼ばれる、ミールでのヨーロッパとロシアの初の合同ミッションに向けての訓練を開始した。1994年、ソユーズTM-20に搭乗し、欧州宇宙機関の宇宙飛行士としてロシアの宇宙船で宇宙を訪れた。3度の飛行で、彼の合計宇宙滞在時間は49日21時間38分に達した。
メルボルトは現在も欧州宇宙機関の有人飛行・微少重力部門で働いているが、宇宙飛行士としては既に引退している。
メルボルトは既婚で2人の子供がいる。自身のグライダーを持っており、熱心なグライダーのパイロットである。クロスカントリーの大会であるバロン・ヒルトン・カップやドイツ国内のグライダーの会議にも度々参加している。